# Marcus Gustafsson
Marcus "Zyrken" Gustafsson, född 27 november 1988 i Helsingborg, är en svensk utövare av parkour. Gustafsson tävlar även mot världseliten i Free running och driver Sveriges första och största parkourföretag. Han bildar också Free running-duon Air wipp tillsammans med Filip "Flippad" Ljungberg. Han är ledande inom sporten i Sverige och är en av de första som deltagit i tävlingar på professionell nivå från Sverige.
Han har även varit skådespelare i filmen Skills från 2010. Genom Air wipp är han mycket involverad i Helsingborgs Parkour och free running-anläggning.

## Priser
- 2007 - Tredje plats i Redbull Art of Motion
- 2008 - Tredje plats i Redbull Art of Motion
- 2008 - Första plats i Style vid Parcouring World Championships
- 2009 - Fjärde plats i Barclaycard Freerun Championships
- 2010 - Sjätte plats i Redbull Art of Motion i Tampa, Florida
- 2010 - Tredje plats i Redbull Art of Motion i Boston
- 2011 - Andra plats i Redbull Art of Motion i London
- 2011 - Sjätte plats i Redbull Art of Motion i Tokyo
- 2011 - sjätte plats i Redbull art of motion på Santorini
- 2011 - Första plats i Redbull Art of Motion i Detroit
- 2012 - Tredje plats i Betsafe - the Air Wipp Challenge i Helsingborg
- 2012 - Andra plats i Redbull art of motion på Santorini
- 2012 - Fjärde plats i The Worlds aquatic Parkour masters i Wudang, Kina
- 2013 - Andra plats i Betsafe - the Air Wipp Challenge. Helsingborg

## Filmografi
- 2010 - Skills